# Brachybaenus mediocubitalis
Brachybaenus mediocubitalis är en insektsart som först beskrevs av Heinrich Hugo Karny 1929.  Brachybaenus mediocubitalis ingår i släktet Brachybaenus och familjen Gryllacrididae. Inga underarter finns listade i Catalogue of Life.